# سیارک ۹۲۶۰
سیارک ۹۲۶۰ (به انگلیسی: 9260 Edwardolson، نامگذاری:1953TA1) نه هزار و دویست و شصتمین سیارک کشف شده‌است که در ۸ اکتبر ۱۹۵۳ کشف شد.
قدر مطلق سیارک برابر ۱۵.۵ است.